# Corynoneura sorachibecea
Corynoneura sorachibecea är en tvåvingeart som beskrevs av Sasa och Suzuki 2001. Corynoneura sorachibecea ingår i släktet Corynoneura och familjen fjädermyggor. Inga underarter finns listade i Catalogue of Life.